# Tolvajnyelv
A tolvajnyelv (más szóval: argó) a bűnözők által használt szakmai szleng (szakszleng). (A tolvajnyelv szót a hétköznapi nyelvben ’(mások számára érthetetlen) csoportnyelv, zsargon’ jelentésben is használják, de mint nyelvészeti szakszó csak a ’bűnözői közösségek sajátos szókincsű csoportnyelve’ jelentésben használatos, ez a szócikk is ekként szól róla.)
A tolvajnyelv terminus alá tágabb értelemben minden bűnözői szlenget besorolnak, szűkebb értelemben azonban csak a szabadlábon lévő, bűnözői életmódot folytató csoportok szlengjét nevezik tolvajnyelvnek, amibe így nem tartozik bele a börtönszleng, ami a büntetés-végrehajtási intézetekben fogva tartott elítéltek csoportnyelve. (Ez esetben az argó szót a tolvajnyelv és a börtönszleng összefoglaló neveként értelmezik.)

## A tolvajnyelv értelmezése
A tolvajnyelv egy olyan többrétegű szlengtípus, amit nem nyelvi sajátosságai, hanem beszélői alapján szoktak meghatározni, aláfoglalva minden olyan nyelvi jelenséget, amely a bűnözőközösségek beszédében eltérésnek bizonyul a többség nyelvéhez viszonyítva. Ennek következtében hosszú időn át nem figyeltek fel rá, hogy a tolvajnyelv több szlengtípus és több eltérő nyelvi funkció összefoglaló neve.
A tolvajnyelv lexikális oldalról közelítve egyrészt egy leginkább a közszlengre hasonlító általánosan ismert fogalmakat megnevező szóréteg (burkolni, kajálni ’enni’, huszárrostélyos ’pirított kenyér’, napsa ’víz’), másrészt pedig egy bűnözőélettel kapcsolatos szakszleng (ami ráadásul szétválaszthatatlanul egybeolvad a bűnözők szaknyelvével, hiszen olyan fogalmakat nevez meg, amelyek a bűnöző „szakma” műveléséhez szükségesek, például piszkálni ’zsebtolvajlással lopni’, horgászni ’nyitott ablakon keresztül lopni’, libázni ’fa- vagy szénszállítmányt meglopni’ stb. Más oldalról, a működése felől a tolvajnyelvet mint beszédmódot olyan szlengként határozhatjuk meg, amely a szokásos szlengfunkcióin túl a kívülállók kizárása céljából (mintegy titkos nyelvként, bár valójában inkább zsargonként) is működik.
Sokszínűsége ellenére a tolvajnyelv – elsősorban beszédmódbeli jellemzői miatt – egyértelműen a szlengbe tartozik, a szlengen belül pedig leginkább mint szakszlenget határozhatjuk meg.
Hasonló eredményre jutott a francia Pierre Guiraud is, aki szerint az argó az alvilág speciális nyelve, azaz a csavargókra és gonosztevőkre jellemző szavak összessége, amely három rétegből áll:
1. egy szakmai szókincsből, mely az alvilágra jellemző fogalmakat, tevékenységeket fejezi ki, más részről pedig egy sajátos kultúraformát, érzékelési módot, életfelfogást tükröz;
2. egy titkos szókincsből, amelyet a bűnözői tevékenység szült, és végül
3. egy argotikus (értsd: szleng) szókincsből, mellyel az argót beszélő felismeri és megerősíti identitását és eredetiségét.[5]

## A tolvajnyelv mint titkos nyelv
Gyakori hiedelem a tolvajnyelvvel kapcsolatosan, hogy ez egy titkos nyelv (kriptolektus), ami a bűnözői, alvilági elemeknek a tisztességes társadalom előtti titkolózása miatt jött létre.
Ez az elképzelés mindmáig tartja magát, jóllehet Dmitrij Lihacsov okfejtése alapján ezt az elképzelést a szlengkutatók napjainkban már inkább tévedésnek tartják, hiszen a tolvajnyelv titkosságáról vallott nézetek pusztán azon alapulnak, hogy a kívülállók nem értik ezt a csoportnyelvet. Ez alapján azonban ugyanolyan naiv dolog a tolvajnyelvet titkosnak nevezni, mint „némáknak” mondani a külföldieket csupán amiatt, mert nem beszélik a bennszülöttek nyelvét. Ugyanennyire naiv az a feltételezés is, hogy a tolvaj akkor tud konspirálni, ha a maga tolvajnyelvén beszél. A tolvajbeszéd éppen hogy elárulja a tolvajt, nem pedig eltitkolja az általa tervezett bűncselekményt: tolvajnyelven általában a bennfentesek beszélgetnek egymással, jobbára kívülállók nélkül. A tolvajbeszéd emellett nem is alkalmas titkos tárgyalásokra, mert szókincsét nem töltik meg olyan mértékben a speciális argóelemek, hogy azt egy kívülálló ne érthetné, ráadásul tele van olyan szavakkal és kifejezésekkel, amelyek csak kevéssé módosítják a bázisnyelvi jelentést, és amelyeknek értelmét ezért nem nehéz kitalálni.
A tolvaj mindennapi beszéde ugyanolyan természetes és minden egyezményességtől mentes, mint bármely más társadalmi csoport képviselőié; fejlődési törvényei ugyanolyanok, mint bármely más nyelvéi. Egyetlen kivételt az előre megbeszélt, főleg hamiskártyások körében használt szavak jelentik, amikor is a kártyázás közben használt bázisnyelvi szavak az előzetes megegyezésnek megfelelő, a lapjárásra utaló jelentést kapnak:
| Kalabriás játéknál p. o., ha tudni akarja a hamis kártyás, hogy hol a makk 10-es, igy szól társához: „also, önnek malőrje volt?” ha a makk 10-es nála van a válasz = „igen.” Ha pedig nincs nála a makk 10-es, akkor a válasz: „Nékem nem volt malőröm.” A czinkostárs most már tudja, hogy a makk 10-es hol van, és e szerint indítja meg a játszmát. Ha p. o. a zöld ás-t akarja tudni hogy hol van, ily megszólítást intéz cinkos társához: „Tessék dibe hozzám jönni.” (Tessék a = zöld szin, dibe = ás). Ha nála van a zöld ás, igy felel: „igen elfogok jönni.” Ha pedig nincs nála akkor igy válaszol: „köszönöm, nem jöhetek.” |

## A tolvajnyelv fajtái
Bár a tolvajnyelv különböző altípusainak leírására kevés kísérlet történt, valószínűsíthető, hogy a tolvajnyelvnek annyi fajtájával számolhatunk, ahány fajtája a bűnözésnek van. 1900-ban például az alábbiakat tartották a legfontosabbaknak:
1. Közönséges tolvajszók: hadovál ’beszél’, firoló ’félbecsületes ember’, hiloz ’pénzzel csal’, kolera ’börtönkoszt’, matróz ’tolvaj’, piti ’ócska, ál, nem jó’, Szliácsra megy ’(be)vall’, tipli ’betörés’ stb.
2. Hamiskártyások nyelve: cinkol ’kártyalapot megjelöl’, dá ’négy’, deák ’ász a kártyában’, flédli ’a kártyalapok összerendezése’, hápi ’kártyapénz’, herrdoktor ’a király kártyalap’, ''há ’kártya’, kukucs ’a következő kártyalap megnézendő’ stb.
3. Csirkefogók nyelve: suli ’iskola’, bajdi ’férfi nemi szerv’, filla ’forint’, lula ’fa’, gárdesz ’kocsi’ stb.
4. Kéjnők nyelve: zónázik ’kórházban van’, Szolnok ’kórház’, kupi ’bordélyház’, lacsó ’jó’, mantin ’lány’, balek ’áldozat’, fázik ’fél’ stb.
5. Lókupecek nyelve: gitsol, jüdol, szokotol ’a ló fogának kupáját hamisítja’, lassúhajtó ’’, lógépész ’lócsiszár’, pergő ’kocsi, szekér’ stb.[11]

Akad azonban olyan kutató is, aki szerint ugyan vannak egy-egy bűnözői „szakmára” jellemző tolvajnyelvi szavak, mégsem lehet „szakmák” szerinti változatokat elhatárolni, mert a határok elmosódnak, és a tolvajnyelvi szavakat a bűnözők általában ismerik akkor is, ha más bűnöző kategóriákban tevékenykednek. Egy 1960-as években készült felmérés szerint azért bizonyos bűnözői csoportok (betörők, csalók, zsebtolvajok, prostituáltak, markecolók ’ittas embereket kifosztók’) nyelve mégiscsak megemlíthető, mert a többihez viszonyítva ezek viszonylag stabilabb rétegek, itt cserélődik legkevésbé az „állomány”. Az is megfigyelhető volt azonban, hogy egyre nagyobb a száma azoknak a bűnözőknek, akiket nem kötnek a „szakma” korlátai, és alkalom szerint elkövetnek nem szakmájukhoz tartozó bűncselekményeket is.
Példák az 1960-as évek tolvajnyelvi típusaira:
1. Zsebtolvajok: rajzoló, rajzos ’zsebtolvaj’, megvenni ’meglopni’, tedd panyókára a kabátot! ’tedd a karodra a kabátot úgy, hogy eltakard az illető zsebét, táskáját!’, nem bírom megvenni, mert levágott! ’nem tudom meglopni, mert észrevette szándékomat’, állj vizet! ’fedezzél!’.
2. Betörők: afrik ’kirakatbetörés’, mackó, medve ’páncélszekrény, kassza’, mackódöntés ’kasszafúrás’, mackó ’kasszafúró’, srenk ’betörés’, srenkes ’betörő’, dáré ’álkulcs’, falazó ’őrtálló (bűncselekménynél)’.
3. Prostituáltak: adja a dohányt! ’fizessen! (például közösülés után)’, áru, bőr, dög, hivarka ’nő’, döfi csaj ’szép nő’, cápa, fürdős ’idősebb prostituált’, elmegy a hajó ’elélvez’, freszolni ’elélveztetni’, Brunnó apó kunyhója, krumplisütő ’női nemi szerv’, gyertyázni ’önmagát izgatni (nő)’, broki, hancurlőcs, édesgyökér, flóriángyökér, buló, frigyák, lőcs ’hímvessző’ stb.
4. Csalók: hiló ’csalás’.[13]

## A tolvajnyelv kialakulása
A tolvajok, koldusok szakszlengjeinek kialakulásához – ugyanúgy, mint bármelyik szleng létrejöttéhez – aránylag zárt, intenzív beszédkapcsolatot fenntartó, szociológiai értelemben is csoportnak nevezhető, közös értékrenddel, belső hierarchiával rendelkező közösségek kialakulására volt szükség.
Ezeknek a csoportoknak a létrejötte – nyilvánvalóan különböző előzményekből – bizonyos népi szubkultúrák megszületésével magyarázható. A tolvajok és koldusok ellenkultúrájának kialakulása szorosan összefügg Nyugat-Európa gazdasági és társadalmi életében a 14. század elején bekövetkezett hirtelen megtorpanással, amikor különböző társadalmi okok miatt százezrek kényszerültek elhagyni otthonaikat. Ezek között a körülmények között bandába szerveződő zsoldosok, útonállók, erőszakos álkoldusok és más, társadalmon kívüli csoportok félelmetes hírű koldus- és rablótanyákat szerveztek.
A tolvaj-, csavargó és kolduscsoportok ellen már a 13. század végén, a 14. század elején véres törvényeket hoztak, amelyek ellen a törvényen kívüli csoportosulások külön szervezetek, társulások (akárcsak más „szakmák” képviselőinél megfigyelhető ekkortájt: kötelező tagsággal és korlátozott jogi autonómiával rendelkező céhek) létrehozásával védekeztek.

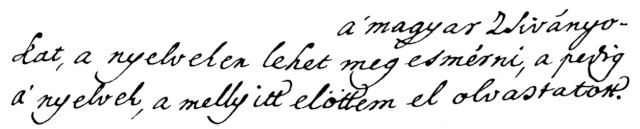
Czagány András bandavezér vallomása a zsiványnyelvről 1776-ból: „a’ magyar ZSiványokat, a’ nyelveken lehet meg esmérni, a pedig a’ nyelvek a melly itt elöttem el olvastatott.”

A tolvaj- és kolduscéhek megszerveződésének nyelvi következménye a tolvaj- és koldusszlengek megszületése volt. Ezeknek az összetartozást kifejező, a csoport működését biztosító nyelvváltozatoknak a létrejötte természetes, elkerülhetetlen folyamat, és az is természetesnek tekinthető a tolvaj és koldus szubkultúrák esetében, hogy az argó egyúttal a külvilág elleni védekezés eszköze is lett. Ezekben a zárt és pontos normakodifikációval szabályozott közösségekben a tolvajnyelv ismerete a tolvajtársadalomhoz tartozás egyik feltétele is volt.
Valószínű, hogy az egész világon kialakultak a nemzeti argók. A 13. századból már maradtak ránk feljegyzések, kisebb gyűjtemények az angolban, franciában, németben, a 15. sz.-ból az olaszban, a 16. sz.-ból a spanyolban, a 17.-ből a hollandban.
A különböző európai tolvajnyelvek közül az első feljegyzések a német Rotwelschről a 13. századból származnak (Passional, 1250), rendszeres szójegyzéket pedig több, mint kétszáz koldusszóval a „Liber vagatorum” (Csavargók könyve, 1510) közölt, amit még Luther Márton is érdemesnek tartott újra kiadni 1528-ban „Von der Falschen Bettler Bübelei” (A hamis koldusok gaztetteiről) címmel.
A franciában szintén a 13. század végén (a „Jeu de saint Nicolas” (Szent Miklós (misztérium) játék) nyelvében) tűnik fel a tolvajnyelv (franciául: argot). Az első ismert argó nyelvemlék a Coquillards (Kagylósok) bűnbanda 1455-ös dijoni peréhez kapcsolódik: ez egy elbocsátott katonákból verbuválódott útonálló „maffia” volt, akiket rablás miatt bírósági perbe fogtak. (Talán Villon is közéjük tartozott. Mindenesetre jobelin-nek nevezett nyelvüket ő is használta a „Nagy Testamentum”-ban és néhány balladájában.) További nevezetes argóemlék a „Vie généreuse des mercelots” (A házalók (tkp. vándorkereskedők) „fényes” élete, 1596), „Jargon de l’argot réformé” (A reformált argó zsargonja, 1625). A francia argó érdekes szépirodalmi bemutatása Victor Hugo nevéhez fűződik.
Az angol cant először John Awdeley „The Fraternity of Vagabondes” [A csavargók társasága] (1560) című könyvében található meg nyomtatott alakban, ahol a szerző a koldusok beceneveit közli, valamint egy kis tolvajnyelvi szójegyzéket is ad. Egy másik nevezetes korai emlék: Thomas Harman „Caveat or Warening for Common Cursetors vulgarly caled Vagabondes” (1566) c. munkája.

## A magyar tolvajnyelv története

### A magyar tolvajnyelv korai kéziratos emlékei

#### Személynévi szórványemlékek
A magyar tolvajnyelv első emléke 1364-ből való: Zagyurwagou [Szatyorvágó]. A név viselője, Filetlen Pál mindkét ragadványneve (Szatyorvágó és Filetlen) alapján állíthatóan tolvaj, mégpedig táskák felmetszésével lopó tolvaj volt, s mint „fületlensége” bizonyítja, visszaeső, akit az ekkoriban szokásos csonkítással korábban már büntettek is.

#### Az alföldi zsiványnyelv emlékei

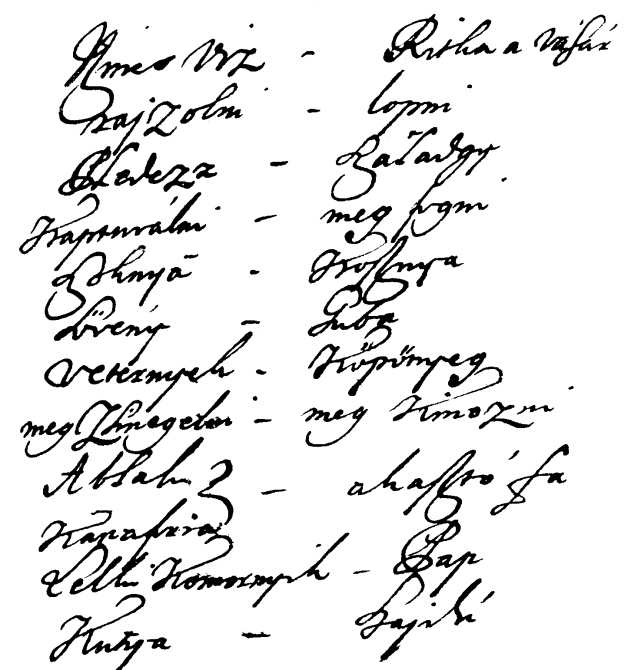
A Miskolci szójegyzék első szavainak képe

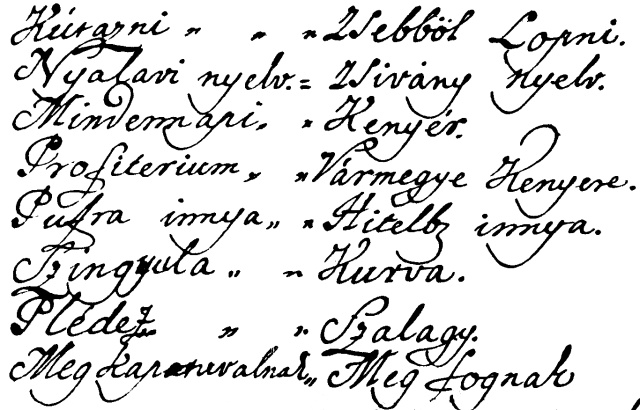
A Hajdúböszörményi szójegyzék egy részletének képe

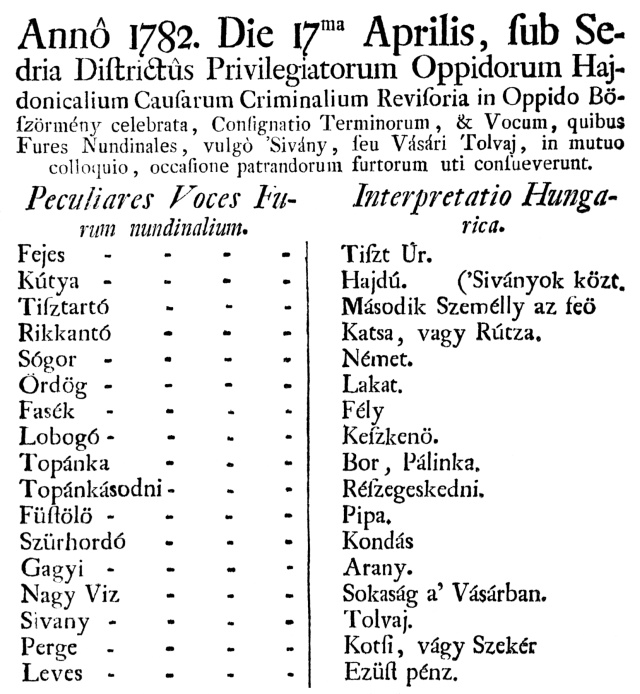
A Hajdúsági szójegyzék a Helytartótanács körleveleként kinyomtatva

Első ismert tolvajnyelvi szójegyzékeink keletkezése egy kiterjedt vásáritolvaj-banda büntető peréhez kapcsolódik. A banda vezetőit és számos tagját 1775–1776-ban elfogták és az ország különböző városaiban (Hajdúböszörmény, Hajdúnánás, Debrecen, Miskolc, Nagykálló stb.) bíróság elé állították. Az 1775–1776-ban zajlott perek irataiból három szójegyzék vált ismertté:
- Vocabula vero, quibus iidem uti Solebant, uti Nobis revelatum extitit, Seqvuntur hoc Ordine’ [Most pedig e (sor)rendben következnek a szavak, amelyeket ők szoktak használni, ahogy nekünk elárulták]. – A Miskolci szójegyzék-ként emlegetett 28 szót tartalmazó tolvajnyelvi emlék a Nógrád Vármegyei Levéltárban található.[19]
- Lingva idiotica furum Complurium in una Societate et ingenti Banda Constitutorum per Captivum Eppalem Joannem Kovács asylantem dicita. 28o 9bris 1775 [Egy társaságba és hatalmas bandába szerveződött jó néhány tolvaj sajátos nyelve, ahogy azt az E.-ből való száműzött fogoly, Kovács János tollba mondta 1775. szeptember 28-án]. – A 70 szót tartalmazó szólista (piarista szójegyzék) a budapesti Piarista Levéltárban került elő.[20]
- Zsivány Szók – A 78 kifejezést tartalmazó szójegyzék a Hajdú-Bihar Vármegyei Levéltár Hajdúböszörményi Fióklevéltárában található a IV. A. 505/e. 7. csomó. 1776. Fasc. J. No. 14/17. jelzetű ügyirat 17a–18b oldalain, az 1776. május 29-én Czagány András, Balás Mihály, Görög Sámuel és Csengeri István gyanús tolvajok ellen indított eljárás irataihoz csatolva.[21]

Az 1780-as évekre újjászerveződött a vásári tolvajok bandája, melynek elfogott tagjai ellen 1782 elején zajlott le egy nagyobb per a Hajdú kerületben. Hajdúböszörményben készült szójegyzéket a Magyar Országos Levéltár őrzi. Címe:
- Annô 1782. Die 17â Aprilis, sub Sedria Districtûs Privilegiator[um] Oppidorum Hajdonicalium Causarum Criminalium Revisoria, in Oppido Böszörmény celebrata, Consignatio Terminorum, et Vocum, qvibus Fures Nundinales, vulgô ’Sivány, seu Vásári Tolvaj, in mutuo colloqvio, occasione patrandorum furtorum uti consveverunt [Az 1782. év április 17-én a kivételezett hajdú városok kerületi törvényszéke bűnügyi vizsgálóbizottságának ülése, melyet Böszörmény városában tartottak; azon kifejezések és szavak jegyzéke, melyet a vásári tolvajok (közönségesen ’Sivány, vagy Vásári Tolvaj) egymás közt folytatott beszélgetésein a tolvajlások végrehajtása alkalmával szoktak használni]. – Ez a Jablonczay-féle vagy másként Hajdúsági szójegyzék néven emlegetett 74 szó a legismertebb tolvajnyelvi emlékünk, amit a magyar királyi helytartótanács egy körleveléhez nyomtatásban mellékelve országszerte szétküldött.[23] (A szójegyzék eredetijének zárósorai Jablonczay Petes János aláírásával.)

Az előbbiekkel számos hasonlóságot mutat az egri szójegyzék, amelyet egy Raphaëlis Takáts „Lexicon Ungaricum”-ához csatolt feljegyzés tartalmaz:
- Dictionarium Novum in Sede Dominali Episcopali Agriae Die 29 Novemb[ris] conscriptu[m] a latronib[us] interceptis, adhuc in latrocinio suo existentib[us] excogitat[um] [Új szótár, amelyet az egri érseki székhelyen november 29-én írtak össze az elfogott rablóktól, ezeket használták eddigi rablásaik során].[25]

### Nyomtatásban megjelent tolvajnyelvi emlékek
- Két adat Edvi Illés Pál Első oktatásra szolgáló kézikönyvében (1838): „e’ mondás: nem világitasz, annyit tesz, mint meghalsz; vak-pandur, annyit tesz mint zsiványok’ feladója”.
- Toronyai Károly szójegyzéke (az első nagyközönség számára készített magyar tolvajnyelvi szójegyzék) A rablóknak, tolvajoknak és kozákoknak együttvaló hamis és zavaros beszédeik, hasonlóan hamis és titkos cselekedeteik felfedezéseül összeiratott és kiadattatott a köznépnek ovakodási hasznára, és a rosz emberektől való őrizkedéseikre című könyvecskéjében (1862). E szójegyzék legfőbb érdeme az, hogy megörökíti a változásnak azt a kezdeti fázisát, amikor a főleg belső keletkezésű szavakból álló vidéki zsiványnyelv elkezd keveredni az idegen eredetű elemeket nagy mennyiségben tartalmazó, a német argó erős hatása alatt kialakult városi tolvajnyelvvel. (A szójegyzék szövegét lásd itt.)
- Három szó a Közrendészeti Lap Tolvajmünyelv címen közzétett kis közleményében[26] 1872-ből: „A rimaszombati bünfenyitő törvényszék előtt közelebb egy czigánytolvajügy tárgyaltatot, – mely alkalommal egyik vádlott elöadá, hogy ő társai közt rajzoló (zsebmetsző), másik pedig bugázó (töltéstolvaj), a harmadik brámázó (bolttörő) volt.”
- A tolvaj élet ismertetése. Irta Berkes Kálmán fővárosi m. kir. államrendőrségi felügyelő. Budapesten 1888. Ez a könyv alapvetően kriminológiai céllal íródott, és a bűnözők megismertetésének, bemutatásának egyik eszközeként szerepel benne a tolvajnyelvi gyűjtemény. Gazdag tolvajnyelvi anyagot tartalmaz; van benne egy ismertetés „A tolvajnyelvről” (98–100), körülbelül 800 szó a „Tolvajszavak gyüjteménye” fejezetben (101–39), továbbá „Tolvaj számok” (139–40) és „Beszélgetések tolvajnyelven” (141–82).

## Külső hivatkozások
Kisebb szójegyzékek:
- Vaday László: Budapesti tolvajnyelv. Magyar Salon 29. kötet (1898. szeptember): 1227–1230.
- Gegus Dániel: Zsibaj a „Koronában”.
- Egyetmást a tolvajnyelvről. Rendőri Lapok 13 (1906): 137.
- Szemelvény a tolvajnyelvből. Közbiztonság (Rendőri Lapok) 16 (1909): 308.
- Komálom a link hadovát. Detektiv 1/3 (1919. március 15.): 7.
- Kemény Gábor: A tolvajnyelv.
- Kepes Ferenc: Amit a detektívnek tudnia kell.

Dolgozatok:
- Szegfű Márta: 1862-es tolvajnyelvi szójegyzékünk történeti-etimológiai szótára. Debrecen, 1998.
- Szabó Edina: A mai magyar börtönszleng (1996–2005). (Doktori disszertáció). Debrecen, 2005.

## Magyar tolvajnyelvi szótárak
- Tolvaj-nyelv (mely Európa legnagyobb részében nem csak a tolvajok, hanem az orgazdák és hozzátartozóik által is használtatik). A. F. Thiele és mások után németből magyarra forditotta Nagy Pál. főv. állam-rendőrségi polgári biztos. Győr, 1882. (83 lap).
- A magyar tolvajnyelv és szótára. Irta és gyűjtötte: Jenő Sándor és Vető Imre. Budapest, 1900. (109 lap).
- A tolvajnyelv szótára. Kiadja: A Budapesti Államrendőrség Főkapitányságának Bűnügyi Osztálya. (Melléklet az „Államrendőrség” 44-ik rendkivüli számához.) Budapest, 1911. (76 lap).
- A magyar tolvajnyelv szótára. Összeállitotta Szirmay István „A Rend” munkatársa. Bevezető tanulmánnyal ellátta Dr. Balassa József a „Magyar Nyelvőr” szerkesztője. (Mindent Tudok Könyvtár 16. sz.) Budapest, é. n. [1924]. (61 lap).
- A tolvajnyelv szótára. Összeállitották: Dr. Kálnay Gyula m. kir. államrendőrségi főtanácsos, Benkes János m. kir. államrendőrségi detektiv. Nagykanizsa, 1926. (59 lap).
- Kiss Károly, A mai magyar tolvajnyelv. (BM Tanulmányi és Módszertani Osztály) Budapest, 1963. (93 lap).
- A mai magyar argó kisszótára. Összeállította Boross József, Szüts [= Szűts] László. Budapest, é. n. [1987]. (56 lap).
- Boross József–Szűts László, Megszólal az alvilág… (A mai magyar argó kisszótára). Budapest, 1990. (48 lap).
- Jasszok, zsarók, cafkavágók. (Életképek a vagányvilágból, ó- és új argószótár). Összeállította: Fazakas István. Budapest, 1991. (176 lap).
- Farkas István, Börtön argó szótár. [Budapest, 2004.] (11 lap)